# Afrikaneri
Afrikaneri – jedan od naziva za potomke Bura. Ime kasnije uzimaju Obojeni, razno nehomogeno stanovništvo koje je preuzelo burski jezik. 
Afrikaneri se isprva nisu profilirali kao zasebna etnička grupa, ali su nakon britanskog osvajanja Kapske kolonije krajem XVIII. stoljeća počele do izražaja dolaziti ne samo jezične, već i kulturne te političke razlike između Afrikanera i Angloafrikanaca. Afrikaneri su dotada već razvili poseban kreolski jezik zvan afrikaans, afrikanerski ili burski jezik.
Razlike između Bura i Angloafrikanaca su s vremenom postale takve da je oko 12 000 Bura, tzv. Voortrekkera, krenulo na veliki pohod preko istočnih granica Kapske kolonije kako bi živjelo po vlastitom nahođenju. Nakon što su pobijedili Zulue i druga afrička plemena stvorili su burske republike – Transvaal, Oranje i Natal. Ti su krajevi došli pod britansku vlast nakon Burskog rata, prilikom koga je oko 15 % Bura stradalo u koncentracijskim logorima.
Ta su traumatska iskustva dovela do daljeg jačanja afrikanerske nacionalne svijesti, kojoj je znatni poticaj dao i kalvinizam te činjenica da su mnogi Afrikaneri raspolagali zlatom i drugim prirodnim resursima Južne Afrike. Uz afrikanerski nacionalizam je ruku pod ruku išao i protestantski fundamentalizam te rasizam. Koristeći bolju organiziranost, godine 1948. afrikanerski nacionalisti su pobijedili na izborima i ustanovili režim apartheida. On je trajao do godine 1994., kada su Afrikaneri svedeni na političku manjinu. 
Danas postoje mnogi koji izraz „Afrikaner” smatraju „politički nekorektnim”, podsjetnikom na prevladanu mračnu prošlost afrikanerskog nacionalizma i apartheida. Neki pak u afrikanerski etnički korpus nastoje uklopiti južnoafričke mulate, tj. Obojene, s kojima dijele jezik i kulturu. 

## Poveznice
- Buri (Južna Afrika)
- Obojeni

## Vanjske poveznice
- Afrikaner Nationalism Captures The State.
- The Afrikaners of South Africa.
- Afrique du Sud  Arhivirana inačica izvorne stranice od 25. lipnja 2007. (Wayback Machine)
- (in French)
- Boer soldiers
- British Policies and Afrikaner Discontent
- The genetic heritage of one Afrikaner family